# Spojené státy americké na Zimních olympijských hrách 1980
Spojené státy americké na Zimních olympijských hrách 1980 v Lake Placid reprezentovalo 101 sportovců, z toho 76 mužů a 25 žen. Nejmladším účastníkem byla rychlobruslařka Sarah Docterová (15 let, 280 dní), nejstarším pak bobista Willie Davenport (36 let, 261 dní). Reprezentanti vybojovali 12 medailí, z toho 6 zlatých, 4 stříbrné a 2 bronzové.

## Medailisté
| Medaile | Jméno | Sport           | Disciplína         |
| ------- | --- | --------------- | ------------------ |
| Zlato   | Bill Baker Neal Broten Dave Christian Steve Christoff Jim Craig Mike Eruzione John Harrington Mark Johnson Rob McClanahan Ken Morrow Jack O'Callahan Mike Ramsey Mark Pavelich Steve Janaszak Buzz Schneider David Silk Eric Strobel Bob Suter Phil Verchota Mark Wells | Lední hokej     | turnaj mužů        |
| Zlato   | Eric Heiden | Rychlobruslení  | muži 500 m         |
| Zlato   | Eric Heiden | Rychlobruslení  | muži 1000 m        |
| Zlato   | Eric Heiden | Rychlobruslení  | muži 1500 m        |
| Zlato   | Eric Heiden | Rychlobruslení  | muži 5000 m        |
| Zlato   | Eric Heiden | Rychlobruslení  | muži 10 000 m      |
| Stříbro | Phil Mahre | Alpské lyžování | slalom muži        |
| Stříbro | Linda Fratianneová | Krasobruslení   | ženy jednotlivkyně |
| Stříbro | Leah Poulosová-Muellerová | Rychlobruslení  | ženy 500 m         |
| Stříbro | Leah Poulosová-Muellerová | Rychlobruslení  | ženy 1000 m        |
| Bronz   | Charles Tickner | Krasobruslení   | muži jednotlivci   |
| Bronz   | Beth Heidenová | Rychlobruslení  | ženy 3000 m        |